# Mateo Ratón
Mateo Ratón (Galicia, 1760 aprox.  - La Paz, 1814) fue un militar español que combatió contra las rebeliones indígenas de Túpac Amaru II y deTúpac Katari en el siglo XVIII.

## Biografía
Mateo Ratón era natural de la región de Galicia, se enlistó en el ejército real y fue enviado a Buenos Aires como parte del Regimiento de Infantería «Saboya». En 1781 el virrey Juan José de Vértiz y Salcedo ordenó al regimiento trasladarse al Alto Perú para ayudar a sofocar la rebelión indígena que se producía en la región encabezada por Túpac Katari.
El regimiento Saboya fue sofocando el levantamiento indígena a su paso. Ratón estaba como oficial en un grupo de 80 soldados que llegó a La Paz el 1 de agosto al mando del capitán Joaquín Salgado, la ciudad era atacada repetidamente por los indígenas desde el 13 de marzo. Los soldados ayudaron al gobernador Sebastián de Segurola a defender la ciudad de los ataques rebeldes, fueron conocidos en la ciudad como "saboyanos" o "blaquillos" por el color blanco de su uniforme.
Luego de ayudar a salvar a la ciudad, el regimiento siguió hasta el Perú sofocando los focos rebeldes que quedaban todavía. Con su labor cumplida el regimiento debía volver a Buenos Aires pero las autoridades invitaron a quedarse a aquellos que desearan y solicitaran un indulto real para dejar el regimiento. Ratón decidió quedarse en Arequipa donde se casó con la criolla Teresa Contreras.
A inicios del siglo XIX Ratón ya vivía en la ciudad de La Paz, tenía su casona en la actual calle Bueno y era un acaudalado comerciante. Era apodado como "el gallego" y fue conocido por su generosidad hacia los desposeídos.
Durante el proceso de la Revolución de La Paz entre julio y octubre de 1809, Ratón decidió no tomar acción alguna hasta que un movimiento contra revolucionario dentro de la ciudad al mando de Pedro Indaburu lo animó a salir en compañía de algunos de sus antiguos compañeros del Regimiento Saboya entre el 12 y el 19 de octubre pretendiendo derrotar a los revolucionarios, Ratón fue arrestado y permaneció en prisión hasta el 28 de octubre cuando fue liberado junto con varios compañeros por José Manuel de Goyeneche. En 1811 permaneció en la ciudad a pesar de la presencia del ejército argentino que era contrario a la autoridad española, cuando los españoles lograron retomar el control de la ciudad fueron rodeados durante el Asedio de La Paz, los rebeldes indígenas lograron quemar la casa de Ratón, pero éste logró reconstruirla tiempo después.
El 24 de septiembre de 1814 los rebeldes cuzqueños lograron tomar la ciudad y arrestaron a todos los españoles, la casa de Ratón fue nuevamente atacada y él fue hecho prisionero. El 28 de septiembre la pólvora del cuartel se incendió y el edificio voló por los aires, los cuzqueños acusaron a los realistas de este hecho y una multitud enardecida atacó las prisiones. Mateo Ratón murió linchado por esta multitud.

## Descendencia
Se conoce que Mateo Ratón tuvo 3 hijos con su esposa Teresa Contreras:
- Isabel, casada con el criollo José Guerra el 20 de abril de 1811. Entre sus descendientes se encuentran Manuel Guerra, prefecto y diputado por La Paz, y José Guerra, abogado y alcalde de La Paz.
- María Guadalupe, casada con el español José Bartolomé Vega en 1818. Sin descendencia.
- Juan Crisóstomo Pedro, nacido el 27 de enero de 1800. Casado con Josefa Moreno el 13 de diciembre de 1822 en Córdoba (Argentina)